# Шевченков Гай
Шевченков Гай (укр. Шевченків Гай) — село,
Боромлянский сельский совет,
Тростянецкий район,
Сумская область,
Украина.
Код КОАТУУ — 5925080807. Население по переписи 2001 года составляло 6 человек .

## Географическое положение
Село Шевченков Гай находится на левом берегу реки Боромля,
выше по течению на расстоянии в 1 км расположено село Жигайловка,
ниже по течению на расстоянии в 3 км расположено село Боромля.

## Экономика
- Молочно-товарная ферма.